# Aidia parvifolia
Aidia parvifolia är en måreväxtart som först beskrevs av George King och James Sykes Gamble, och fick sitt nu gällande namn av Khoon Meng Wong. Aidia parvifolia ingår i släktet Aidia och familjen måreväxter. Inga underarter finns listade i Catalogue of Life.